# Ólafur Darri Ólafsson
Ólafur Darri Ólafsson est un acteur, scénariste et producteur islando-américain, né le 3 mars 1973 au Connecticut en Nouvelle-Angleterre.

## Biographie

### Enfance et formations
Ólafur Darri Ólafsson est né au Connecticut en Nouvelle-Angleterre. Son père, médecin, y fait ses études. Ses parents sont retournés en Islande alors qu'il avait quatre ans.
En grandissant dans le quartier de Reykjavík, il rêve d'aller en Chine pour apprendre le mandarin : il s'inscrit en fac de langues, d’où le hasard, une fille l'entraîne à un cours de théâtre. En 1998, il est diplômé de l'Islandic Drama School. Après avoir obtenu son diplôme, il participe à de nombreuses productions avec le Théâtre national d'Islande (Þjóðleikhúsið) et le Théâtre de Reykjavik (Borgarleikhúsið), collaborant également avec divers groupes de théâtre indépendants.

### Carrière
Il est connu internationalement pour son rôle d'Andri, chef de la police dans une petite ville du nord de l'Islande dans la série Trapped (Ófærð). Baltasar Kormákur, qui a conçu la série, a déclaré qu'il avait été choisi parce qu'il n'était pas un homme typique. Le tournage a lieu à Seyðisfjörður, village où a grandi sa mère. L’acteur y reste sept mois sous la neige, entre dix et douze heures par jour. Au Royaume-Uni, le critique de Guardian TV a qualifié sa performance de « aussi remarquable que le paysage » (« as remarkable as the landscape ». Lui-même, il a déclaré qu'il avait créé le personnage en pensant à son propre père.
En avril 2015, il rencontre la directrice de casting Nina Gold et, avec Steven Spielberg, elle l’engage sans daigner l’auditionner pour le film Le Bon Gros Géant (The BFG) dans le rôle de Maidmasher,.
En juin 2016, il synchronise labialement dans le clip vidéo de Winter Sound par le groupe islandais Of Monsters and Men.
En juin 2018, il est engagé pour le rôle du garde du corps russe dans Murder Mystery pour Netflix, aux côtés de Adam Sandler et Jennifer Aniston. En ce même mois, il est choisi pour interpréter le rôle de Bing Partridge dans l'adaptation du roman américain Nosfera2 (NOS4A2) de Joe Hill en série télévisée homonyme pour la chaîne AMC.
En 2022 il est membre du jury de la compétition lors du 5e Festival Canneseries, présidé par la française Fanny Herrero.

### Vie privée
En 2001, Ólafur Darri Ólafsson est l'un des fondateurs du théâtre Vesturport à Reykjavik,.
En 2008, juste après la crise financière en Islande, il ne manifeste qu’une seule fois devant l’Althing parce que « les théâtres ont taillé une bavette jusqu'à l'os ».
Il est très attaché à sa terre d' Islande, « un pays merveilleux, une terre gavée d’énergie. Je sais que l’hiver n’est jamais terminé et qu’on aura de la neige en juin. Vivre à Los Angeles, là où le temps est soit beau, soit très beau ? Je crois que je ne pourrais pas. J’ai besoin de la folie des éléments », s’exprime-t-il dans Le Temps.
Il est en couple avec la danseuse islandaise Lovísa Ósk Gunnarsdóttir. Ils ont deux filles, nées en 2010 et 2014.

## Filmographie

### En tant d’acteur

#### Longs métrages
- 1997 : Perlur of svin d’Óskar Jónasson : Bjartmar
- 1999 : Glanni Glæpur Í Latabæ d’Glanni Glæpur Í Latabæ : le facteur
- 2000 : Fíaskó de Ragnar Bragason : Gulli
- 2000 : 101 Reykjavík de Baltasar Kormákur : Marri
- 2005 : Beowulf, la légende viking de Sturla Gunnarsson : Unferð
- 2006 : Thicker than Water (Blóðbönd) d’Árni Ásgeirsson : Börkur
- 2006 : Children (Börn) de Ragnar Bragason : Marino
- 2007 : Parents (Foreldrar) de Ragnar Bragason : Marino
- 2008 : White Night Wedding (Brúðguminn) de Baltasar Kormákur : Sjonni
- 2008 : Mariage à l'islandaise (Sveitabrúðkaup) de Valdís Óskarsdóttir : Egill
- 2008 : Illegal Traffic (Reykjavík - Rotterdam) d’Óskar Jónasson : Elvar
- 2010 : King's Road (Kóngavegur) de Valdís Óskarsdóttir : Ray
- 2010 : Undercurrent (Brim) d’Árni Ásgeirsson : Saevar
- 2011 : Stormland (Rokland) de Marteinn Thorsson : Böddi
- 2012 : Contrebande (Contraband) de Baltasar Kormákur : Olaf
- 2012 : Survivre (Djúpið) de Baltasar Kormákur : Gulli
- 2013 : XL de Marteinn Thorsson : Leifur Sigurdarson
- 2013 : La Vie rêvée de Walter Mitty (The Secret Life of Walter Mitty) de Ben Stiller : le pilote de l'hélicoptère
- 2014 : Harry & Heimir: Morð eru til alls fyrst de Bragi Thor Hinriksson : Ísleifur Jökulsson
- 2014 : Balade entre les tombes (A Walk Among the Tombstones) de Scott Frank : Jonas Loogan
- 2015 : Austur de Jón Atli Jónasson
- 2015 : Bakk de Davíd Óskar Ólafsson et Gunnar Hansson : Hilmar
- 2015 : Le Dernier Chasseur de sorcières (The Last Witch Hunter) de Breck Eisner : Belial
- 2016 : Zoolander 2 (Zoolander No. 2) de Ben Stiller : l’homme hassidique
- 2016 : Le Bon Gros Géant (The BFG) de Steven Spielberg : Maidmasher
- 2016 : The White King d’Alex Helfrecht et Jörg Tittel : Pickaxe
- 2018 : L'Espion qui m'a larguée (The Spy Who Dumped Me) de Susanna Fogel : le routard finlandais
- 2018 : En eaux troubles (The Meg) de Jon Turteltaub : The Wall
- 2018 : Lof mér að falla de Baldvin Zophoníasson : le client
- 2018 : Keepers (The Vanishing) de Kristoffer Nyholm : Boor
- 2018 : Les Animaux fantastiques : Les Crimes de Grindelwald (Fantastic Beasts : The Crimes of Grindelwald) de David Yates : Skender
- 2019 : Murder Mystery de Kyle Newacheck : Sergei
- 2019 : End of Sentence d’Elfar Adalsteins : l’officier Stone
- 2020 : Eurovision Song Contest: The Story of Fire Saga de David Dobkin : Neils Brongus
- 2022 : Les Belles Créatures (Berdreymi) de Guðmundur Arnar Guðmundsson : Svenni

#### Courts métrages
- 2002 : True Love: Once Removed de Kevin Thomas : le serveur
- 2003 : Full House d’Örn Marino Arnarson et Thorkell S. Hardarson
- 2004 : Wine of the House d’Örn Marino Arnarson et Thorkell S. Hardarson
- 2007 : Kassinn de Halldór Ragnar Halldórsson et Helgi Jóhannsson : Kalli Torfason
- 2009 : Epic Fail de Ragnar Agnarsson : Palli
- 2010 : Permille de Marteinn Thorsson : Erik
- 2011 : Ódauðleg ást d’Ómar Örn Hauksson
- 2012 : Aurar d’Emil Morávek : Torfi
- 2014 : Ártún de Guðmundur Arnar Guðmundsson : le père de Jaffi
- 2016 : I can't be seen like this d’Anna Gunndís Guðmundsdóttir
- 2016 : Les Gamines (Cubs) de Nanna Kristín Magnúsdóttir : Per

#### Téléfilms
- 2000 : Úr öskunni í eldinn d’Óskar Jónasson
- 2003 : Virus au paradis d’Olivier Langlois : l'ornithologue
- 2003 : Njálssaga de Björn Br. Björnsson : Skarphéðinn
- 2004 : Áramótaskaup 2004 de Sigurður Sigurjónsson
- 2005 : Áramótaskaup 2005 de Edda Björgvinsdóttir
- 2007 : Skaup de Ragnar Bragason
- 2014 : We Hate Paul Revere de Matt Piedmont : Ethan Allen
- 2014 : Line of Sight de Jonathan Demme : Edgar
- 2014 : How and Why de Charlie Kaufman : Bill Senior

#### Séries télévisées
- 2006 : Ørnen: En krimi-odyssé : Computertyven (saison 3, épisode 7 : Kodenavn: Ithaka - Del 23)
- 2008 : Mannaveiðar (is)
- 2009 : 1066 : Gyrd (saison 1, épisode 1)
- 2009 : Fangavaktin (is) : Loðfíllinn (7 épisodes)
- 2014 : Banshee : Jonah Lambrecht (2 épisodes)
- 2014 : True Detective : Dewall (saison 1, épisode 5 : The Secret Fate of All Life)
- 2014 : Banshee Origins : Jonah Lambrecht (saison 2, épisode 12 : The Field)
- 2015-2019 : Trapped (Ófærð) : Andri Ólafsson (20 épisodes)
- 2016 : Quarry : Credence Mason (4 épisodes)
- 2016 : The Missing : Stefan Anderssen (4 épisodes)
- 2016-2017 : Emerald City : Ojo (7 épisodes)
- 2017 : Lady Dynamite : Scott Marvel Casssidy (13 épisodes)
- 2018 : Hilda (13 épisodes)
- 2019 : The Widow : Ariel Helgason (8 épisodes)
- 2019 : New Amsterdam : Burl (saison 1, épisode17 : Sanctuary)
- 2019 : Nosfera2 (NOS4A2) : Bing Partridge (10 épisodes)
- 2019 : Cursed : La Rebelle : Rugen, le roi lépreux (saison 1, épisode 4)
- 2019 : Dark Crystal : Le Temps de la résistance (The Dark Crystal: Age of Resistance) : l’archer (10 épisodes)
- 2022 : The Tourist (Mini-série): Billy Nixon
- 2024 : Twilight of the Gods : Tiwaz (voix - 5 épisodes)
- 2024 : La Palma : Haukur (mini-série, 4 épisodes)
- 2025 : Severance : Mr Drummond (saison 2)

Prochainement
- The Minister : Benedikt (8 épisodes, annoncés)

### En tant que scénariste
- 2006 : Children (Börn) de Ragnar Bragason : Marino

### En tant que producteur

#### Longs métrages
- 2006 : Children (Börn) de Ragnar Bragason
- 2007 : Parents (Foreldrar) de Ragnar Bragason (producteur délégué)
- 2013 : XL de Marteinn Thorsson (producteur délégué)

#### Courts métrages
- 2010 : Permille de Marteinn Thorsson
- 2016 : Cubs de Nanna Kristín Magnúsdóttir (producteur délégué)

#### Série télévisée
Prochainement
- The Minister : Benedikt (8 épisodes, annoncés)

## Doublage

### Film
- 2019 : Dragons 3 : Le Monde caché (How to Train Your Dragon: The Hidden World) de Dean DeBlois : Ragnar

### Jeu vidéo
- 2017 : For Honor : Highlander

## Distinctions

### Récompenses
- Edda Awards 2006 : Meilleur scénario de l’année pour Children (Börn)
- Edda Awards 2007 : Meilleur film de l’année pour Parents (Foreldrar)
- Edda Awards 2011 : Meilleur acteur de l’année pour Stormland (Rokland)
- Edda Awards 2013 : Meilleur acteur de l’année pour Survivre (Djúpið, 2012)
- Festival international du film de Karlovy Vary 2013 : meilleur acteur dans XL

### Nomination
- Edda Awards 2006 : Meilleur acteur de l’année pour Children (Börn)
- Conseil nordique 2007 : Meilleur film Children (Börn)
- Edda Awards 2010 : Meilleur acteur en second rôle de l’année pour Fangavaktin (2009)
- Edda Awards 2011 : Meilleur scénario de l’année pour Undercurrent (Brim)
- Edda Awards 2014 : Meilleur acteur de l’année pour XL (2013)